# Dérive nord atlantique
Ne doit pas être confondu avec Gulf Stream.

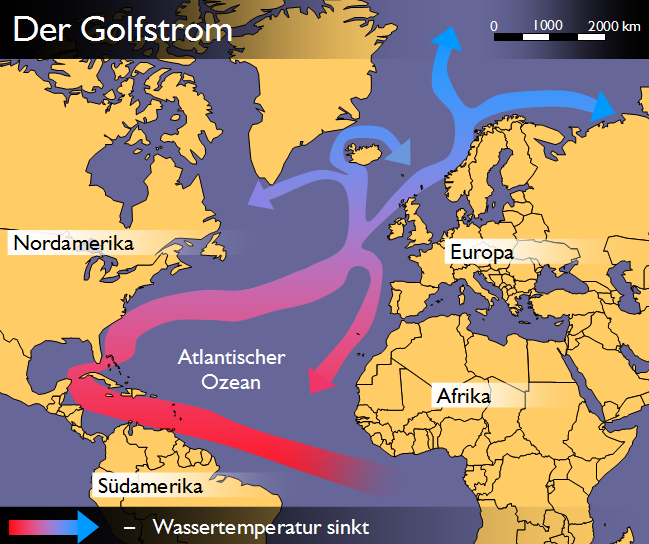
Représentation schématique du Gulf Stream et des courants qui le prolongent.

Circulation thermohaline dans le nord de l'océan Atlantique.

La dérive nord atlantique, également dénommé courant Atlantique nord, est un courant marin de l'océan Atlantique nord dont les eaux réchauffées proviennent du Gulf Stream. Il se dirige vers le nord-est, baignant les côtes de l'Europe et se dispersant dans l'océan Arctique. 

## Caractéristiques
Elle est généralement considérée comme ayant une influence considérable sur le climat en le réchauffant. 
Le courant d'Irminger et le courant norvégien sont des branches locales de la dérive. 
Elle est souvent considérée comme une extension du Gulf Stream. Toutefois, celui-ci est un véritable fleuve océanique parfaitement distinct de l'océan dans lequel il s'écoule et mis en mouvement par les vents soufflant sur le golfe du Mexique et par la différence de température entre ce dernier et l'Atlantique, alors que la dérive nord atlantique est un déplacement de l'ensemble de la surface de l'océan aspirée par la plongée des eaux froides et salées dans l'Arctique. 

## Effets du réchauffement climatique
Des chercheurs ont proposé l'hypothèse que le changement de climat, et, en particulier, le réchauffement global, peut avoir un effet significatif sur la dérive nord atlantique. Le manuel Océans et cryosphère, diffusé en 2019 par l'Office for Climate Education, affirme entre autres : « Sous l’effet du changement climatique, un affaiblissement de la branche Atlantique de (la circulation thermohaline) de 10 à 30 % est attendu ». En août 2021, le journal britannique The Guardian relaie une étude publiée dans la revue scientifique Nature qui s'alarme du fait que la dérive nord atlantique, qui est déjà plus lente qu'au cours des 1600 dernières années, est peut-être sur le point de s'effondrer.